# Chili Hi Fly
Chili Hi Fly est un collectif formé de chanteurs, musiciens et de producteurs originaire de Sydney assemblé par Simon Lewicki et Noel Burgess.
Leur titre Is It Love? (qui reprend les paroles de Get A Little Closer) a été #1 au Billboard Hot Dance Music/Club Play en 2001. Le titre suivant, It's Alright, est classé #22 la même année.

## Discographie

### Singles
- 1999 : Is It Love?
- 2000 : Strobe Alarm
- 2001 : It's Alright